# Sture Green
Sture Erik Green, född 20 augusti 1913 i Engelbrekts församling, Stockholm, död 7 december 2008 i Täby, var en svensk jazzmusiker.  
Sture Green var 1944–1954 gift med Britta Göransson (1924–1994), omgift med Bertil Palmgren. Makarna Green fick två söner, den äldre av dem är skådespelaren Lars Green. Han är gravsatt i minneslunden på Skogskyrkogården i Stockholm.

## Filmografi
- 1953 – Resan till dej – musiker